# ムアンチャイヤプーム郡
座標: 北緯15度48分35秒 東経102度1分13秒 / 北緯15.80972度 東経102.02028度
ムアンチャイヤプーム郡（ムアンチャイヤプームぐん）はタイ東北部・チャイヤプーム県にある郡（アムプー）。同県の県庁所在地（ムアン）でもある。

## 名称
チャイヤプームとは「勝利の地」を意味する。

## 歴史

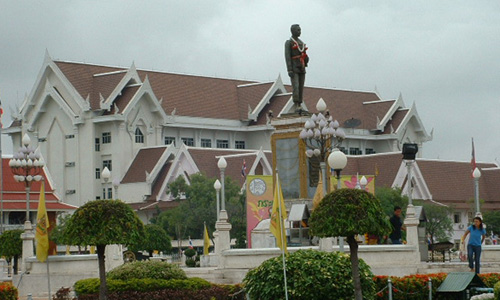
プラヤー・パックディーチュムポーン

アユタヤ王朝時代チャイヤプームはナコーンラーチャシーマー県の領域にあった。1817年ナーイ・レーという人物がメコン川を超えて人々を率いて、現在のナコーンチャシーマー県に移住してきた。その2年後、ナーイ・レーは再度現在のチャイヤプームから6キロほど離れたところに移住した。このとき、ヴィエンチャン王国のアヌウォン王はラーマ3世(ナンクラオ)に頼み、ナーイ・レーにクン・パックディーチュムポンという名を賜らせた。その3年後、ナーイ・レーは再び移住し、現在のチャイヤプームに居座った。この後、ナーイ・レーはラーマ3世に帰順し、完全にアヌウォンを顧みることがなくなった。このため、ナーイレーは、プラヤー・パックディーチュムポーン (レー)に昇格し、彼の移住した街もナコーンラーチャシーマーから切り離されムアン・チャイヤプームという名前を賜った。
1826年、プラヤー・パックディーチュムポンはラーマ3世に対して反乱を起こしたアヌウォンと戦う。このときプラヤー・パックディーチュムポーンは死亡した。後に、ラーマ5世（チュラーロンコーン）がチャクリー改革を行ったとき。チャイヤプームはモントン・ナコーンラーチャシーマーに編入された。

## 地理
チー川が形成した台地にあり、市内の重要な水源はチー川である。北部には山岳地帯が広がる。またタートトーン国立公園、プー・レーンカー国立公園が郡内にある。
交通は道路が南北に通っており、南にシーキウ方面、北にチュムペー方面とつながっている、国道2159号線が北西に向かって出ており、ノーンブワデーン方面とつながっている。国道225号線が西に向かって延びており、ナコーンサワン方面と通じている。国道202号線が東に向かって延びており、プラターイ方面と通じている。

## 経済
郡内の主要な産業は農業で、コメ、タピオカ、サトウキビ、パラゴムノキ、果物などが生産されている。

## 行政区分
市は19のタムボンに分かれ、さらにその下位に216の村がある。自治体（テーサバーン）があり以下のようになっている。
- テーサバーンムアン・チャイヤプーム・・・タムボン・ナイムアン全体
- テーサバーンタムボン・バーンカーイ・・・タムボン・バーンカーイの一部

また、郡内には18のタムボン行政体（オンカーンボーリハーンスワンタムボン）がある。
1. タムボン・ナイムアン・・・ตำบลในเมือง
2. タムボン・ロープムアン・・・ตำบลรอบเมือง
3. タムボン・ポーントーン・・・ตำบลโพนทอง
4. タムボン・ナーファーイ・・・ตำบลนาฝาย
5. タムボン・バーンカーイ・・・ตำบลบ้านค่าย
6. タムボン・クットトン・・・ตำบลกุดตุ้ม
7. タムボン・チーローン・・・ตำบลชีลอง
8. タムボン・バーンラオ・・・ตำบลบ้านเล่า
9. タムボン・ナーシアオ・・・ตำบลนาเสียว
10. タムボン・ノーンナーセーン・・・ตำบลหนองนาแซง
11. タムボン・ラートヤイ・・・ตำบลลาดใหญ่
12. タムボン・ノーンパイ・・・ตำบลหนองไผ่
13. タムボン・ターヒンゴーム・・・ตำบลท่าหินโงม
14. タムボン・フワイトーン・・・ตำบลห้วยต้อน
15. タムボン・フワイボーン・・・ตำบลห้วยบง
16. タムボン・ノーンサムラーン・・・ตำบลโนนสำราญ
17. タムボン・コークスーン・・・ตำบลโคกสูง
18. タムボン・ブンクラー・・・ตำบลบุ่งคล้า
19. タムボン・サップシートーン・・・ตำบลซับสีทอง